# Agustín Navarro (Regisseur)
Agustín Navarro Cano (* 1926 in Cartagena; † 14. Juli 2001 in Madrid) war ein spanischer Filmregisseur und Drehbuchautor.

## Leben
Navarro studierte am Spanischen Filminstitut in Madrid und wurde 1951 Assistent von Regisseuren wie Carlos Serrano, Luis García Berlanga und José María Forqué. Seine letzte Arbeit in dieser Rolle war Marco Ferreris El pisito.
Nach drei Dokumentarfilmen drehte er 1958 seinen ersten eigenen Spielfilm, die Komödie Quince bajo la lona, dem er bis 1971 zehn weitere eigene folgen ließ; zu zwei anderen schrieb er das Drehbuch. Seine beiden in den Jahren 1962 und 1963 produzierten Filme entstanden in Argentinien; im Jahr darauf drehte er einen Western. Nach seinen Kinoarbeiten ging er zum spanischen Fernsehen und unterrichtete an der Escuela Oficial de Cinematografía sowie der Facultad de Ciencias de la Información in Madrid.

## Filmografie
- 1958: 15 bajo la lona
- 1960: El cerro de los locos
- 1961: Cuidado con las personas formales
- 1962: Una jaula no tiene secretos
- 1963: Proceso a la consciencia
- 1964: Der Rächer von Golden Hill (Cuatro balazos)
- 1966: El misterioso Señor Van Eyck
- 1968: Camino de la verdad
- 1969: El día de mañana
- 1970: Enseñar a un sinvergüenza
- 1971: La casa de los Martínez